# Õie Orav
Õie Orav (até 1955 Kaasik; nascida a 16 de julho de 1934 em Jõelähtme) é uma historiadora do cinema, cenarista, actriz e directora de cinema estoniana.
Em 1956 formou-se no estúdio educacional do Teatro de Drama Estoniano. Em 1964 formou-se no Instituto Gerasimov de Cinematografia; mais tarde, entre 1973 e 1981 ela trabalhou na Televisão Estoniana e depois, de 1981 a 1985, foi consultora de história do cinema no Sindicato do Cinema Estoniano (em estoniano:  Eesti Kinoliit),
Prémios:
- 2008: prémio anual da Dotação Cultural da Estónia[1]